# نواحی جنگلی مرطوب
نواحی جنگلی مرطوب (به پرتغالی: Brejo de altitude) یک منطقهٔ مسکونی و جنگل در برزیل است که در سئارا واقع شده‌است.